# 尼氏裸燈魚
尼氏裸灯鱼（学名：Gymnoscopelus nicholsi）为輻鰭魚綱燈籠魚目灯笼鱼科的其中一種，分布於南冰洋海域，屬深海魚類，體長可達16.1公分，可做為食用魚。

## 扩展阅读
維基物種上的相關：尼氏裸灯鱼